# Lavínová veža
Lavínová veža (česky Lavinová věž, polsky Gerlachowska Kopa) je nejnižší, poslední vrcholek severního hřebene Zadního Gerlachovského štítu.

## Název
Název je odvozen od jména sousedního Lavinového štítu, který tak pojmenovali horolezci na počátku 20. století. Svahy, které jsou obráceny k Velické dolině, jsou místem častých lavin.

## První výstupy
- Janusz Chmielowski, Klemens Bachleda a Stanisław Stopka, 26. července 1904 – v létě
- Pavel Krupinský a Matthias Nitsch, 22. března 1936 – v zimě

První zpráva o výstupu na Lavinovou věž je o vojácích, kteří pravděpodobně s horskými vůdci v červenci nebo v srpnu roku 1895 vystoupili na věž, aby na vrcholu umístili měřící přístroje.

## Turistika
Věž je přístupná pouze v doprovodu horského vůdce.